# Liste d'informaticiens et précurseurs de l'informatique
Cette liste regroupe des informaticiens (concepteur, développeur, chercheur en informatique) ainsi que des mathématiciens ou théoriciens dont les travaux ont établi, avant l'invention des ordinateurs, les bases de l'informatique moderne (travaux sur l'algorithmique, la théorie de l'information ou la théorie de la complexité des algorithmes par exemple).
- Haut – A
- B
- C
- D
- E
- F
- G
- H
- I
- J
- K
- L
- M
- N
- O
- P
- Q
- R
- S
- T
- U
- V
- W
- X
- Y
- Z

## A
- Jean-Raymond Abrial (langages de spécification Z et B)
- Alfred Aho (logiciel awk, Dragon book)
- Howard Aiken (Harvard Mark I)
- Frances Allen (IBM, compilateurs optimisants)
- Gene Amdahl (IBM, créateur des architectures universelles 360 et 370)
- Marc Andreessen (Netscape)
- Jacques Arsac informaticien français, membre de l'Académie des sciences, créateur du langage de description algorithmique EXEL
- John Vincent Atanasoff (concepteur du premier ordinateur)
- Bill Atkinson (Apple)
- Al-Khwârizmî, ayant donné son nom aux algorithmes

## B
- Charles Babbage (machine à calculer mécanique programmable)
- John Backus (Fortran, BNF)
- Alexander Graham Bell (téléphone)
- Fabrice Bellard (calcul de Pi,  émulateur QEMU, FFmpeg)
- Tim Berners-Lee (WWW)[1]
- Pierre Bézier Conception assistée par ordinateur
- Corrado Böhm (spécialiste de Lambda-calcul, créateur de l'informatique théorique italienne)
- George Boole (algèbre de Boole)
- Dan Bricklin (VisiCalc)
- Frederick Brooks (IBM 360, Le Mythe du mois-homme)
- Fredrik Rosing Bull (machines à statistiques)
- Vannevar Bush (Analyseur différentiel et hypertexte)
- Nolan Bushnell (Pong, Atari)
- Gilbert Bitsch, inventeur du lettrage conversationnel, qui a mis fin aux ateliers de machines comptables dans les grandes entreprises et qui a ouvert la comptabilité à l'informatique.

## C
- Robert Cailliau (WWW)
- Bob Carr (Framework)
- John Carmack (3D, Quake, Doom)
- Vinton G. Cerf  (Internet)
- Noam Chomsky (classification des grammaires)
- Alonzo Church (lambda-calcul)
- David D. Clark (Internet)
- Edgar F. Codd (théorie des bases de données, Formes normales)
- Alain Colmerauer (Langage Prolog)
- Thierry Coquand (calcul des constructions, système Rocq)
- Thomas H. Cormen (coauteur du livre Introduction à l'algorithmique)
- Frédéric Couchet (April, défenseur du logiciel libre)
- Louis Couffignal
- Alan Cox (noyau Linux)
- Seymour Cray (superordinateurs CDC et Cray)
- Marion Créhange, une des premières à faire une thèse en informatique
- Yann Le Cun (Apprentissage profond (deep learning))
- Haskell Curry (logique et théorie des systèmes formels)

## D
- Ole-Johan Dahl, cocréateur du langage Simula et de la programmation orientée objet
- Paul de Faget de Casteljau (CAO)
- Jean-Paul Delahaye, chercheur vulgarisateur
- Vinod Dham, père du Pentium
- Edsger Dijkstra (créateur du concept de sémaphore et incisif promoteur de la programmation structurée, néerlandais)

## E
- Douglas Engelbart (souris[1], interface graphique)
- Philip Estridge (en) (concepteur de l'IBM PC)
- Andreï Ershov (Russie)

## F
- Edward Feigenbaum, intelligence artificielle
- Philippe Flajolet (analyse d'algorithmes en moyenne, algorithme d'apprentissage incrémental, génération aléatoire, combinatoire analytique, calcul formel)
- Jay Forrester  (Whirlwind)
- Alexandra Illmer Forsythe, premier manuel d'enseignement en informatique aux États-Unis, en 1969

## G
- Bill Gates (Microsoft)
- Erol Gelenbe (modélisation mathématique des systèmes informatiques)
- François Gernelle (inventeur du premier micro-ordinateur, le Micral)
- Charles Goldfarb (en), (IBM, inventeur en 1969 du Generalized Markup Language avec Edward Mosher et Raymond Lorie, inventeur du langage de marquage universel SGML qui donnera naissance à HTML et à XML)
- James Gosling (Java)
- Henri Gouraud (inventeur de l'algorithme de lissage des ombrages qui porte son nom)
- Frank Gray (inventeur du code Gray)
- Jim Gray (lauréat du prix Turing en 1998)

## H
- Margaret Hamilton, (invention du génie logiciel)[2].
- Richard Hamming (Code de Hamming)
- Les Hatton (défaillances de logiciels et de systèmes, Université Kingston)
- Michael Hawley (SoundDroid)
- Anders Hejlsberg (créateur du Turbo Pascal, de Delphi puis du langage C#)
- William Hewlett et David Packard fondateurs de la société Hewlett-Packard
- Charles Antony Richard Hoare (quicksort, logique de Hoare)
- Herman Hollerith (tabulatrice, IBM)
- Grace Hopper (COBOL et premier compilateur)
- Christian Huitema (Internet)
- Gérard Huet (langages fonctionnels, Académie des sciences, INRIA)
- Günter Hotz (théorie des langages, automates) Groupe de Hotz, forme normale de Greibach bilatère

## I
- Jean Ichbiah (Siris 7, 8 ; langages LIS, Ada)
- Kenneth Iverson (APL)

## J
- Joseph-Marie Jacquard (inventeur de la programmation par carte perforée des métiers à tisser)
- Steve Jobs (Apple)
- Bill Joy (Unix BSD, vi)

## K
- Gilles Kahn (1946-2006), directeur scientifique et PDG de l'INRIA, premier chercheur en informatique élu membre de l'Académie des sciences
- Philippe Kahn (créateur du Turbo Pascal, fondateur de Borland)
- Mitch Kapor (Lotus 1-2-3)
- Alan Kay (langage Smalltalk)
- Brian Kernighan (UNIX, C)
- Gary Kildall (créateur du SE CP/M)
- Stephen Cole Kleene (théorie de la récursion)
- Donald Knuth (The Art of Computer Programming, TeX)
- Werner Koch (GnuPG)
- Jean-Louis Krivine (chercheur, spécialiste en lambda-calcul et en théorie des ensembles)

## L
- Leslie Lamport (LaTeX)
- Gottfried Whilelm Leibniz (arithmétique binaire, 1703)
- Douglas Lenat (intelligence artificielle)
- Rasmus Lerdorf (PHP)
- Barbara Liskov (abstraction de données)
- Ada Lovelace (qui a donné son prénom au langage Ada)
- Xavier Leroy (chercheur à l'INRIA, langage OCaml)

## M
- Robert Mallet (méthode CORIG)
- Yukihiro Matsumoto (Ruby)
- John Mauchly (ENIAC)
- John McCarthy (élagage alpha-bêta, langage Lisp)
- Scott McNealy (Sun Microsystems)
- Bertrand Meyer (Eiffel)
- Jay Miner (Amiga)
- Kevin Mitnick (hacker)
- Shigeru Miyamoto (Nintendo)[1]
- Gordon E. Moore (loi de Moore)
- Charles H. Moore (langage Forth)
- Roland Moreno (Carte à puce)
- Andrew Morton (Linux)
- Ian Murdock (Debian)
- Elon Musk (Paypal)
- Robin Milner (prix Turing, outil de démonstration automatique de théorèmes)

## N
- John Forbes Nash (Équilibre de Nash)
- John von Neumann (Architecture des ordinateurs)
- Ted Nelson (hypertexte)
- Kristen Nygaard, cocréateur du langage Simula et de la programmation orientée objet

## O
- Martin Odersky (Scala)
- Kenneth Olsen (DEC)
- Adam Osborne (Osborne 1)
- Joseph Ossanna (troff)

## P
- Claude Pair, pionnier français, créateur du Centre de recherche en informatique de Nancy
- Blaise Pascal (pascaline)
- Roland Perry (Amstrad CPC)
- Bui Tuong Phong (algorithme d'ombrage en informatique graphique)
- René de Possel (pionnier de la reconnaissance automatique de textes)
- Jon Postel (Arpanet, Internet)
- Louis Pouzin (inventeur du datagramme)
- J. Presper Eckert (ENIAC)
- Jacques Pitrat (chercheur en intelligence artificielle, méta-connaissance)

## R
- Jef Raskin (Macintosh)
- Wayne Ratliff (créateur de dBase)
- Eric Raymond (fondateur de l'Open Source Initiative)
- Dennis Ritchie (langage C)
- Stuart Russell (intelligence artificielle)
- Laurent Ribardiere (4D)
- Alice Recoque (IA)

## S
- Jonathan Sachs (Lotus 1-2-3)
- Sarita Schoenebeck (Interactions homme-machine, médias sociaux, informatique sociale (en))
- Marcel-Paul Schützenberger (Langages formels, théorie des codes, combinatoire des mots)
- Claude Shannon (théorie de l'information)
- Mary Shaw (architecture et génie logiciel)
- Tsutomu Shimomura (sécurité informatique)
- Herbert Simon (intelligence artificielle)
- Charles Simonyi (Multiplan)
- Clive Sinclair (Sinclair)
- Ambros P. Speiser (premier ordinateur suisse)
- Richard Stallman (logiciel libre, GNU, FSF, Emacs)
- Christopher Strachey (créateur de la sémantique dénotationnelle)
- Bjarne Stroustrup (C++)
- Alan Sugar (Amstrad)
- Gerald Jay Sussman (langage Scheme, Intelligence artificielle)
- Aaron Swartz (RSS, Creative Commons, Markdown, Reddit)

## T
- Andrew S. Tanenbaum (vulgarisateur, Minix inspirateur de Linux)
- Charles Xavier Thomas de Colmar (arithmomètre)
- Kenneth Thompson (Unix)
- Linus Torvalds (Linux)
- Marcelo Tosatti (Linux)
- Leonardo Torres Quevedo (calculateurs, virgule flottante)
- André Truong Trong Thi (premier PC, le Micral)
- Jean-Michel Truong (cogniticien, intelligence artificielle)
- Alan Mathison Turing (thèse de Church, machine de Turing, intelligence artificielle)

## U
- Jeffrey Ullman (Dragon book)

## V
- Guido Van Rossum (créateur du langage Python)
- Adriaan van Wijngaarden (grammaires à 2 niveaux, Algol 68)
- John Venn (diagramme de Venn)

## W
- Larry Wall (créateur du langage Perl)
- John Warnock (PostScript, Adobe)
- Joseph Weizenbaum (intelligence artificielle)
- Niklaus Wirth langages PL360, Algol W(Pascal, Modula, machine Lilith, Oberon)
- Stephen Wozniak (Apple)

## Y
- Ed Yourdon (en) (programmation structurée)

## Z
- Lotfi Zadeh (logique floue)
- Phil Zimmerman (Pretty Good Privacy)
- Konrad Zuse (Z3)
- Mark Zuckerberg (Facebook)